# 奧卡霍拉 (密西西比州)
奧卡霍拉（英語：Okahola）是位於美國密西西比州拉馬爾縣的非建制地區。

## 地理
奧卡霍拉所處的海拔為高於海平面73米（即240英呎），而該地所採用的時區為UTC-6，即北美中部時區（CST）。同時該地設有夏令時間，為UTC-6調快一小時，即UTC-5（CDT）。